# Эфрусси, Елена Самойловна

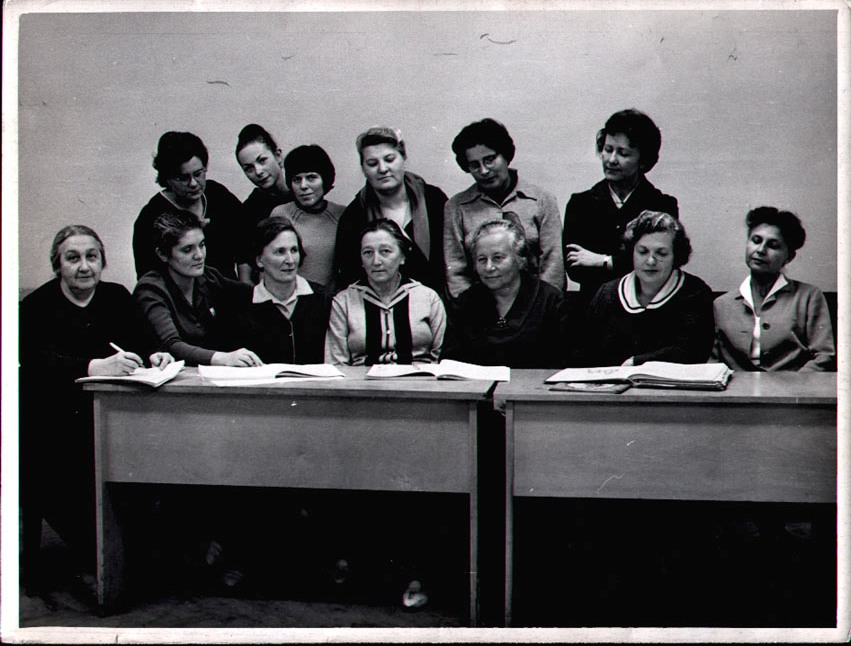
Фортепианный отдел Московской средней специальной школы им. Гнесиных. В центре за столом — Е. С. Эфрусси. Сидят слева: Э. М. Федорченко, А. П. Кантор, Т. Н. Зайцева; справа — Е. С. Канторович, Д. М. Маграчева, И. С. Родзевич.

Елена Самойловна Эфрусси (1 апреля 1904, село Богородское (ныне в черте Москвы) — 28 апреля (по другим данным 29 апреля) 1991, Москва) — советский музыкальный педагог, преподаватель фортепиано в Московской средней специальной музыкальной школе имени Гнесиных, автор методических пособий по игре на фортепиано. 

## Биография[1]
Родилась в 19 марта (1 апреля) 1904 года в еврейской купеческой семье, перебравшейся в Москву из Кишинёва в 1900 году. Отец — Самуил Осипович (Шмил Иосифович) Эфрусси (Эфруси, 1872—?), выпускник Императорского Новороссийского университета, химик, член Русского физико-химического общества, впоследствии владелец чугунолитейного завода и совладельц торгового дома «Я. Мандельштам и Ш. Эфрусси»; сын купца первой гильдии. Мать — Либа Менделевна Эфрусси (в девичестве Фукельман), дочь купца второй гильдии. Сестра матери, Рахиль Менделевна Фукельман, была замужем за энтомологом И. М. Красильщиком.
Получила хорошее общее образование в семье и в Первой городской гимназии на Знаменке (свободно владела французским и немецким языками). По удивительному совпадению в здание, где когда-то находилась гимназия, в 1962 году переехала Московкая средняя специальная музыкальная школа имени Гнесиных, где более сорока лет работала Эфрусси. После Октябрьской революции родители эмигрировали во Францию, и она в 15 лет осталась в Москве вместе со старшей сестрой Зинаидой. Для обеспечения жизни в послереволюционные годы уже с 13 лет ей пришлось давать уроки французского и немецкого, а также и русского языка в различных домах. Больше с родителями она не виделась (вела только переписку), а с братом встретилась единственный раз в 1962 году, когда он приехал в Москву на научный конгресс.
Музыкой начала заниматься частным образом в детстве. Затем училась в Музыкально-драматическом училище Московского филармонического общества (среди ее педагогов там — М. С. Неменова-Лунц). После его закрытия в 1921 году была вместе с еще двумя учениками отобрана к зачислению без экзаменов в Московскую консерваторию. Здесь ее основным наставником стал Григорий Петрович Прокофьев (1884—1962). Он был крупным исследователем в области фортепианного исполнительства, методики и педагогики и основал в консерватории Инструкторско-педагогический факультет, а в составе Государственного института музыкальной науки — ГИМН — Научно-исследовательскую музыкально-педагогическую лабораторию. Поддерживая интерес Е. С. Эфрусси к педагогике, Прокофьев привлек свою ученицу к экспериментальным исследованием в лаборатории, сотрудником которой она стала, не окончив консерваторию (отсутствие законченного высшего образования не помешало Эфрусси стать не только специалистом высокого класса, но и пользоваться значительным авторитетом среди педагогов-музыкантов, неоднократно приглашавших ее выступать на курсах повышения квалификации).. Будучи сотрудницей лаборатории, изучала процесс воспитания слуховых представлений и навыков у начинающих пианистов. Результаты ее практических исследований отражены и в трудах лаборатории, и в фундаментальном труде Б. М. Теплова «Психология музыкальных способностей». В лаборатории она оставалась работать до ее закрытия в 1941 г. , параллельно вела занятия и в музыкальных школах.
В 1941—1943 годах находилась в эвакуации в Чувашской АССР, где также преподавала (некоторое время среди ее учеников был Андрей Эшпай). По возвращении в Москву работает в Детской музыкальной школе Ленинградского района, а с 1949 года (первое время совмещая с прежней работой) она приглашается в качестве педагога специального фортепиано в Московскую среднюю специальной музыкальную школу имени Гнесиных (Гнесинскую десятилетку), где трудится до конца жизни. Е. С. Эфрусси быстро становится одним из ведущих педагогов школы, завоевывает признание как среди коллег, так и у многих музыкальных педагогов Москвы и других городов. Вместе со своими ближайшими коллегами она готовит к изданию сборники, ставшие важным методическим подспорьем для педагогов музыкальных школ, обогатившим репертуар учащихся как этюдами на различные виды техники, так и редко исполняемыми произведениями И. С. Баха.
За долгие годы работы Эфрусси воспитала множество музыкантов
Дружила и много лет жила в одной квартире с педагогом Анной Павловной Кантор (на 3-й Фрунзенской улице, дом 9, квартира 32). Оказала большое влияние на формирование в детские годы Евгения Кисина, по его собственным словам.

## Семья
Сестра — Зинаида Самойловна Эфрусси (1899—1985), жила в Москве. Брат — Борис Самойлович Эфрусси (1901—1979), выдающийся генетик, член Французской академии наук (с 1919 года жил в Париже). Племянница — Анна Эфрусси, генетик, член Французской академии наук.
Тёти — Полина Осиповна Эфрусси, психолог; Зинаида Осиповна Мичник, врач-педиатр. Дядя — Борис Осипович Эфрусси, экономист и журналист.
Двоюродные сёстры — Анна Борисовна Закс, историк-музеевед; Сарра Борисовна Закс (1898—1981), филолог и педагог-методист; Зинаида Исааковна Красильщик, ректор Пермского университета. Двоюродный брат — Яков Исаакович Эфрусси, инженер-изобретатель в области радиотехники и телевидения, мемуарист; Михаил Исаакович Красильщик (1892—1959), хирург, доктор медицинских наук, профессор кафедры госпитальной хирургии Кишинёвского медицинского института.

## Ученики
Среди воспитанников Е. С. Эфрусси в Московской средней специальной музыкальной школе имени Гнесиных: композитор Давид Тухманов, концертирующие пианисты Михаил Оленев — профессор Московской консерватории, Владимир Бакк, Аня Алексеева (Маневская), Лариса Оберфельд, Ксения Башмет, органистка и музыковед Оксана Фадеева, музыкальный критик Юлия Бедерова, пианисты — солисты, педагоги и концертмейстеры Петр Изотов, Наталия Ардашева, Евгений Гутман, Юлия (Джулия) Зильберквит, Татьяна Саркисова, Ирэн Крупицкая, Ольга Цехановская (Игнаткина), Алексей Дашков и многие другие.

## Методические пособия
- Этюды. Вып. 1. Двойные ноты и аккорды стаккато. Вып. 2. Октавная техника / Составители Ф. Г. Кантор, Э. М. Федорченко, Е. С. Эфрусси / Средняя специальная музыкальная школа-десятилетка при ГМПИ им. Гнесиных — М., 1955 (стеклограф)
- И. С. Бах. Сборник клавирных пьес / Составители Э. М. Федорченко и Е. С. Эфрусси / Средняя специальная музыкальная школа-десятилетка при ГМПИ им. Гнесиных — М., 1961 (стеклограф)
- Этюды для развития техники левой руки / Составители А. П. Кантор, А. М. Трауб, Е. С. Эфрусси. — М.: Сов. композитор
- Этюды для фортепиано. Координация рук в одновременном движении. В 2-х частях / Редакторы-составители А. П. Кантор, А. М. Трауб, Э. М. Федорченко, Е. С. Эфрусси. — М.: Сов. композитор, 1983.